# Атака (картина)
«Атака» (фин. Hyökkäys) — картина финского художника Эдварда Исто, написанная в 1899 году. Посвящена событиям русификации Финляндии и аллегорически изображает нападение двуглавого орла на финскую девушку. Находится в коллекции Национального музея Финляндии в Хельсинки.

## Композиция
Картина написана маслом на холсте, а её размеры составляют 200 × 140 см. Полотно являет собой пример политического искусства, полный символизма и драматизма. Российский двуглавый орёл напал на девушку — олицетворение Финляндии. Женщина изображена в одежде белых и синих красок, цветов Финляндии, а на пряжке её пояса — финский герб. Молодая и целомудренная дева c золотистыми волосами выглядит беспомощной и охваченной паникой, стоя на обрыве у бушующего моря. В руках у неё свод законов Финляндии — почти столетний символ страны эпохи автономии. Парящий в небе ужасный гигантский двуглавый орел — эта животная персонификация имперской России — атаковал девушку в попытке вырвать у неё из рук и уничтожить книгу с латинской надписью «LEX», разрывая её страницы своими когтями. Бурная вода, тёмное небо и бесплодный берег на заднем плане полотна символизируют попрание Россией прав Финляндии, а курильня, упавшая к ногам девы, представляет собой ушедшую эпоху благополучия. Несмотря на всё это, на горизонте виднеется новый рассвет.

## История и судьба
Эдвард Исто был малоизвестным художником, написавшим самую известную картину в Финляндии на политическую тему, навсегда оставшись в истории финского искусства благодаря именно этой работе. Создание полотна было завершено в 1899 году, в том же году, когда российский император Николай II издал февральский манифест, ограничивший автономию Финляндии, полномочия финского Сейма, и сделавший Великое княжество Финляндское субъектом имперских законов. Этот период был назван «временем гонений», когда русский язык повсеместно внедрялся во все стороны жизни финнов — от школ до сферы государственного управления, в результате чего финны чуть не потеряли свой собственный язык. Напряжённость, возникшая в результате систематического ограничения автономии Финляндии, вылилась в антироссийские настроения, отражённые на полотне Исто, очень простом отображении политической ситуации того времени, самой сути различий между Россией и Финляндией. Идею создания картины предложила художнику жена его друга Беньямина Айона — Эмма Айо. Сам же Исто вдохновился полотнами французского художника Пьера Пюви де Шавана, в особенности аллегорическими картинами на темы франко-прусской войны 1871 года и осады Парижа — «Голубка» и «Воздушный шар». Работа была начата художником во время пребывания в Берлине. Моделью для главной героини полотна послужила Эмма Кюёстяйя, специально приехавшая к Исто из Алаторнио. По всей видимости, он только начал картину в Берлине, а закончил летом 1899 года уже в Финляндии — в Хельсинки.
Осенью 1899 года картина экспонировалась на тайной выставке в частном доме в Кайвопуйсто, где её увидел достаточно небольшой круг людей. Тысячи копий картины были распространены по всей Финляндии, и даже Швеции и Германии: в типографии Тилгманна было отпечатано по крайней мере несколько сотен экземпляров; берлинской фирмой «Meissenbach & Rippart» было распространено десять тысяч гравюр; также было выпущено несколько почтовых карточек с фотографией работы, некоторые из которых были с русским текстом. Исто самостоятельно контрабандой переправлял репродукции на территорию Финляндии, рискуя быть сосланным в Сибирь. Так картину увидели в тысячах финских домов, а сама она стала иконой среди «молодых финнов», как финских националистов, так и финляндских шведов. Работа Исто попала в ряд символов протеста против русификации и сыграла важную роль в борьбе финнов за независимость, несмотря на попытки официального запрета на её показ и распространение: репродукции цензурировались, их распространение пресекалось жандармами, а печатные формы уничтожались. Тем не менее художественные критики писали свои рецензии на картину, не указывая имени её автора. Так, Густав Стренгелл был очень суров в своей оценке работы, акцентируя своё внимание на отдельных живописных недостатках, тогда как Йохан Якоб Тикканен считал, что патриотический пафос преобладает над художественной ценностью. Февральский манифест и царский гнёт ассоциируется в финском сознании именно с картиной Исто, многократно воспроизведённой и попавшей практически в каждую семью. В это время образ нордической девушки — олицетворения Финляндии — активно использовался художниками и композиторами в своих работах. Так, Алекс Федерлей написал картину с улетающим прочь двуглавым орлом и оставшейся в покое девой-Финляндией, а Ян Сибелиус создал симфоническую поэму «Финляндия» со своей персонификацией родины в образе царской рабыни.
В 1900 году Исто эмигрировал в Швецию и поселился у местного пастора в Алаторнио. В 1902 году картина была впервые публично выставлена в Хапаранде, небольшом городке на шведской стороне шведско-финской границы. Пару лет спустя художник попытался продать картину довольно необычным образом — путем распродажи лотерейных билетов по 20 марок каждый, однако за работой так никто и не пришёл. В итоге Исто продал картину бизнесмену Отто Нордбергину из Лулео, у которого её выкупил чиновник Ниило Хеландер из Хейнолы. В свою очередь, его вдова передала полотно в собственность Национальному совету по древностям. В настоящее время картина находится в коллекции Национального музея Финляндии.
Вернувшись из поездки по Сибири, Исто скончался в 1905 году от воспаления лёгких в Хельсинки и был похоронен на кладбище Алаторнио. В 1936 году над его могилой был установлен памятник с бронзовым рельефом по мотивам «Атаки», созданный скульптором Мартти Тарвайсеном.